# Magyar klasszikus zene

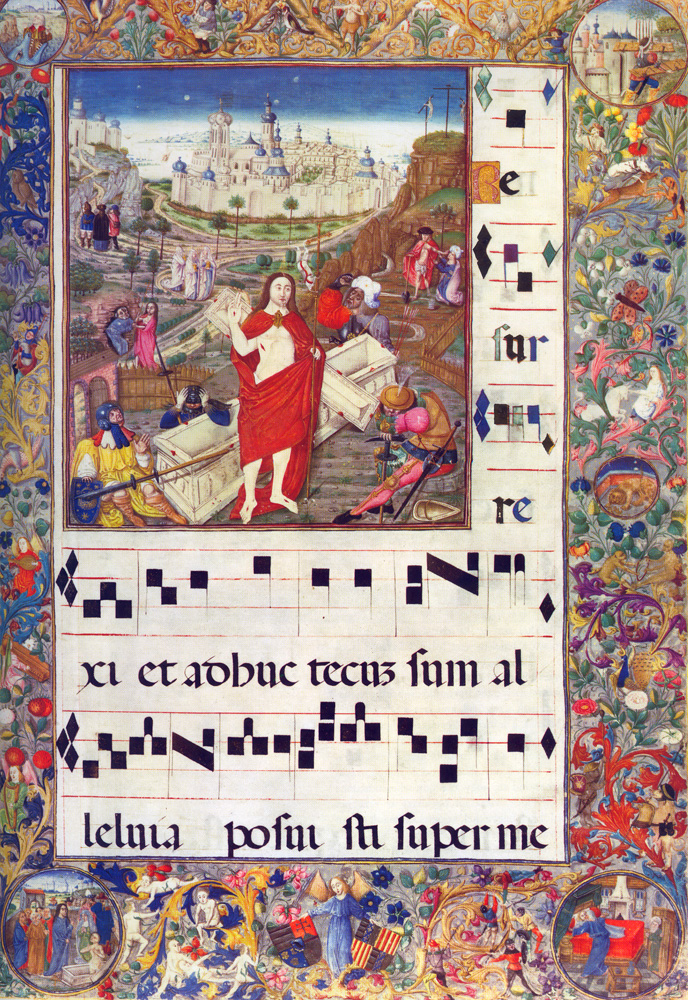
Kottarészlet a Mátyás-graduáléból

Az alábbi szócikk a magyar klasszikus zene történetével foglalkozik. A klasszikus zene történetét általában a zenetörténet szócikk tárgyalja.
A magyar zene gyökerei a távoli múltba nyúlnak vissza, a zenetudomány analógiák alapján diatonikus siratókban és pentaton dallamokban talált rá a zene ősi forrásaira. A műzene fejlődése a honfoglalás után, a kereszténység felvételével indult el, olyannyira, hogy a gregorián éneken belül a magyar dallamok külön ízzel gazdagították az első összeurópai zenei stílust. Az első neumaírással leírt kottaemlékeink a 11. századból valók, míg a hangmagasság jelzésére alkalmas kották a Pray-kódexben találhatók (12. század vége). A nyugati világi stílust Magyarországra érkező trubadúrok és minnesängerek ismertették meg a királyi udvarokkal. Élénk zenei élet folyt Mátyás udvarában, ahol európai hírű kórus is működött.
A török hódítás idején erősen visszaesett a magyar zene fejlődése, csak a tőlük szabad területeken volt némi mozgás, innen indult a világhír felé Bakfark Bálint lantművész. A török kiűzése után a magyar kultúra viszonylag gyorsan helyreállt. A muzsikálás helyszínei a főúri rezidenciák, az egyház intézményei és a városi zenei élet lettek. Az első Európa-szintű zeneszerzőnk Esterházy Pál volt, akinek Harmonia Caelestis című kantátagyűjteménye összemérhető kora nyugati zenéjével. Ő volt Kismarton alapítója, ahol – és majdan utódai révén Eszterházán – pezsgő hangversenyélet alakult ki, és Joseph Haydn köré szerveződött a zenei élet. A korszakban elsősorban külhoni zenészek tevékenykedtek az országban, de Fusz János személyében már kiemelkedő hazai zeneszerző-karmester működött Pozsonyban. Az első magyar zeneszerzőnő Koháry Mária Antónia volt.
A romantika elején alakult ki a verbunkos, a magyar tánczene jellegzetes stílusa. Ez volt az a műfaj, amiből egy igazi magyar műzenei stílus kinőhetett volna, ez azonban saját belső korlátai miatt sem valósulhatott meg. Ebben az időszakban indult el a zenés színház, amiből kifejlődött a magyar opera, Erkel Ferenc érdeméből. Leghíresebb operái a Hunyadi László és a Bánk bán; hatalmas sikerrel mutatták be őket. Az első olyan magyar zeneszerző, aki túlnőtt az ország zenekultúrájának keretein, Liszt Ferenc volt. A magyar (cigányzenészek által megőrzött) dallamokat át tudta szűrni saját egyéniségén, és egyetemes érvényű darabokat tudott komponálni a felhasználásukkal. Elévülhetetlen érdemei vannak a zenei élet felpezsdítésében, a Zeneakadémia megszervezésében.
A századfordulóhoz közeledve Gustav Mahler, majd Nikisch Artúr irányításával a budapesti Operaház virágkorát élte, egyúttal világhírű zenészeink járták Európát (Richter János, Auer Lipót, Hubay Jenő), a zeneszerzés területén Goldmark Károly Bécsben aratta sikereit. A 20. század kimagasló zenei egyéniségei Kodály Zoltán és Bartók Béla. Kodálynak rendkívül fontos zeneszerzői tevékenysége (Psalmus Hungaricus, Háry János, Marosszéki táncok, Székely fonó, Galántai táncok, Magyar mise) mellett, a zeneoktatás intézményessé tételében, a zenei szemléletmód megváltoztatásában vannak felbecsülhetetlen érdemei. Bartók Béla a népzenéből kiindulva az egyetemes zenetörténet egyik legnagyobb alakja lett (A kékszakállú herceg vára, A fából faragott királyfi, Zene húros hangszerekre, ütőkre és cselesztára, Divertimento, Concerto stb.).
A második világháború előtt és után, valamint 1956-ban, magyar zenészek sora hagyta el az országot, és közülük sokan külföldön szereztek világhírt, ám ezzel jelentősen meggyengült a hazai zenei élet, szinte megoldhatatlan helyzetbe kerültek az itthon maradottak, amiből csak Kocsis Zoltán, Ránki Dezső, Schiff András és mások berobbanása után lábalt ki az előadóművészet. A zeneszerzés terén Kodály tekintélye sokáig befolyásolta a komponisták tevékenységét, ami kétségtelenül bizonyos bezártságot eredményezett. Csak az 1960–1970-es években indult új zeneszerző generáció tudott kitörni ebből a körből, aminek eredményeként az évszázad végére magyar komponisták sora aratott sikert a világban: Kurtág György, Ligeti György, Eötvös Péter stb. Az előadóművészet és a dirigálás terén is kiemelkedő művészeink vannak: Fischer Ádám, Fischer Iván, Kelemen Barnabás, Perényi Miklós, Polgár László, Rost Andrea, majd a 21. század elején lépett elő a nemzetközi zenei életben is megbecsült Baráth Emőke, Balázs János, Baráti Kristóf, Fülei Balázs, Madaras Gergely, Várdai István és Várjon Dénes.
2021-től május 30-adikát, Kocsis Zoltán születésnapját a Zeneakadémia és a Nemzeti Filharmonikus Zenekar kezdeményezésére a magyar klasszikus zene napjának nyilvánították.

## Történeti áttekintés

### A magyar zene kezdetei

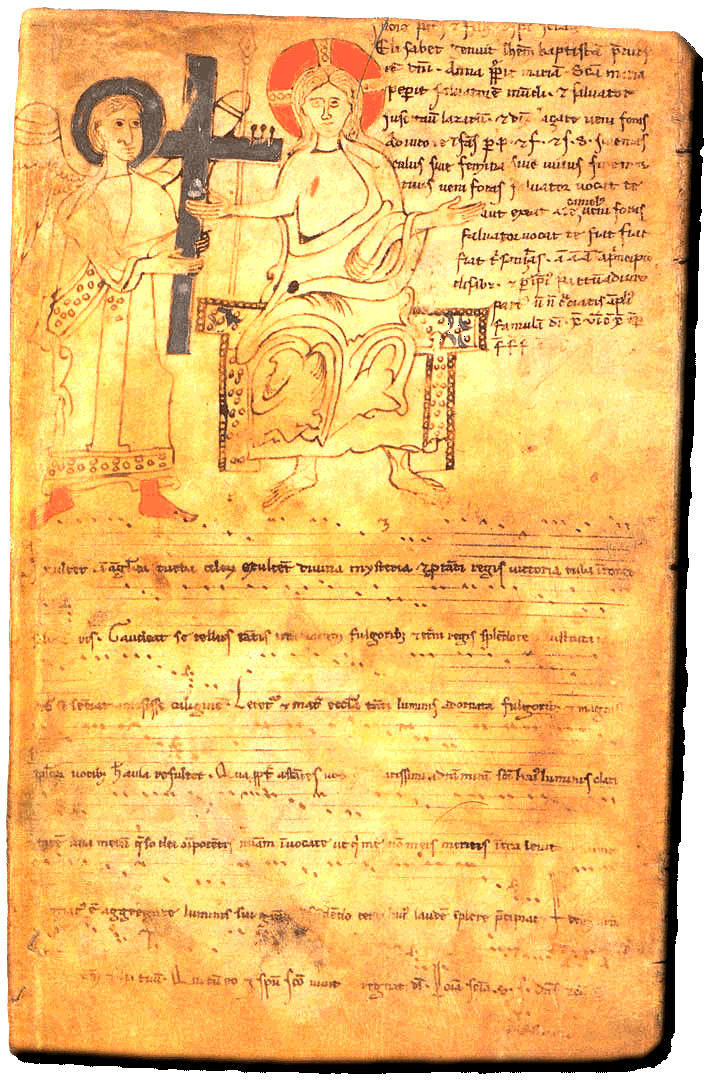
A Pray-kódex egy lapja

A régi magyarság zenéjéről nincsenek pontos ismereteink, de a 7. századból ismert egy görög feljegyzés, miszerint a magyarok a földet tisztelték énekeikkel, máshol pedig azt olvasni, hogy énekelve vették be Kijev várát. A honfoglalás korának muzsikájáról sem tudunk többet, a kalandozások korából viszont van egy feljegyzés (Ekkehard krónikája), ami szerint a magyarok a Sankt Gallen-i kolostorban, mulatozásuk közepette „elkezdtek szörnyűséges hangon isteneikhez ordítozni”, azaz nyilván énekeltek, aztán megemlékezik az írás a magyarok kürtjeleiről is. Más feljegyzés szerint az 1046-os pogánylázadás idején Vata fia, János is szívesen hallgatott énekeseket. Az összehasonlító zenetörténet, a huszadik század elején megindult népzenegyűjtés eredményeinek felhasználásával, levonhat bizonyos következtetéseket a régi népzenéről. A régi típusú magyar népzenében felfedezhetünk olyan ősi stílusú diatonikus siratókat, amelyek ugor eredetre vezethetők vissza, de megtalálhatók, és talán jellemzőbbek a türk nyelvű népekkel való együttélésre utaló, elsősorban pentaton dallamok is. Levédia idejéből a bizánci, majd – főleg a honfoglalás utáni időkben – szláv zenei hatások is kimutathatók. A szláv földművelőktől eredeztethető a szokásrendhez, a rítusokhoz kapcsolódó, és az ezekhez társuló zenei minták átvétele. A Szent Gellért-legenda szerint a püspök élvezettel hallgatta egy lányka éneklését, „a magyarok szimfóniáját”.
A kereszténység felvételével Magyarország részesévé vált a nyugat zenei örökségének, s itt elsősorban a templomi zenére kell gondolni, az éneklés fontos része a liturgiának. Azonban míg ott organikus fejlődés alapján, a mély, népi kultúrából keletkezett ez a műzene, a magyarok ezt készen kapták – a maga előnyeivel és hátrányaival. Lényeges megemlékezni az első egységes zenei stílusról, a gregorián énekekről, ami Magyarországon sajátos ízzel gazdagodott, sőt hazai alkotások is születtek, például a magyar szentek tiszteletére készült offíciumok. A városi, falusi templomokban lényegében ugyanazokat a dallamokat énekelték, mint akár az esztergomi katedrálisban. Első hangjegyes emlékeinket három, 11. század végi szerkönyvben találhatjuk meg, melyekben rövidebb kottabejegyzések szerepelnek. Ezeket a „kottákat” természetesen nem a mai kottaíráshoz hasonlónak kell elképzelni, a korabeli neumaírás nem jelöl pontos hangmagasságot, csak hozzávetőleges jelzést ad az egyébként ismert dallam emlékezetbe idézésére. Az első fennmaradt, neumaírással kottázott teljes énekkönyv a 12. század elején született Codex Albensis. A Pray-kódexben is vannak kották, ezeket azonban már vonalrendszerre írták (Arezzói Guido nyomán), így alkalmasak voltak a hangmagasság jelzésére.
A templomi mellett a világi és a népzenei élet is virágzott, bár erre írásos dokumentumok csak közvetetten utalnak. Anonymus megemlékezik az epikus énekeket recitáló énekmondókról (nem volt róluk jó véleménnyel, fecsegőknek nevezte őket), akik a nép körében és a királyi udvarban is tevékenykedtek, de zenéltek még síposok, dobosok is. A nyugati stílust a királyi udvarokba érkező trubadúrok, minnesängerek ismertették meg a magyarokkal. A források szerint először két provence-i trubadúr jött Magyarországra: Gaucelm Faidit és Peire Vidal. A lassan változó népzenében még sokáig megmaradtak az archaikus vonások, a 15. század végéről ismert tizenöt magyar nyelvű, középkori népi ének a Nádor-kódexben, vagy Telegdi Miklós esztergomi érsek prédikációs könyvében. Ez volt az az időszak, amikorra a hagyományok népszokássá álltak össze, ami számos régi dallamot őrzött meg (például a regölés formáját, a betlehemes játék alapjait, a balladák, a virágénekek ekkor alakultak ki stb.). Sajnálatos tény, hogy a korabeli világi műzenéből semmi nem maradt fenn a forrásokban. Az egyszólamúság nyilván továbbra is dominált, de egyre erőteljesebben jelen volt a nyugati típusú polifón műzene is.
Mátyás király idejéből feljegyzések szólnak arról, hogy a király nyugati uralkodókkal levelezett zenészek idehozataláról, és a királyi kápolna számára Galliából és Germániából szerződtetett énekeseket. Udvarában külföldi énekesek és hazai, szoprán hangú fiúk énekelték az akkor korszerű késő gótikus és korai reneszánsz stílusú dalokat. Beatrixnak külön énekkara volt, maga jól és szívesen játszott hárfán, és érkezésekor zenészeket is hozott magával. Elismerő beszámolók szólnak a gregorián és többszólamú egyházi zenéről, a szertartásokon felhangzó hangszeres muzsikáról. A kórus Európa-szerte híres volt, jobbnak tartották a pápa kórusánál is. Még az utcákon is rendszerese hallhatók voltak külföldi és hazai zenészek. A pezsgőnek mondható zenei életről hangjegyes forrás azonban alig maradt, de az annál fontosabb: a Mátyás-graduále, a szépen írt és díszített gregorián karkönyv.
Mátyás halála után a zenében (is) fokozatos elszegényedés megy végbe. A mohácsi vész előtti időszakból, mondhatni, az utolsó pillanatban, Pominóczky Fülöp szerzetes lejegyzett egy népi dallamot (Pominóczky-nóta: „Bátyja, bátyja, melyik az út Becskerekére, Uram, uram, ez az út Becskerekére”). Ezzel kezdődött el a zenekutatók számára az írott emlékek kora.

### A török hódítás hatása

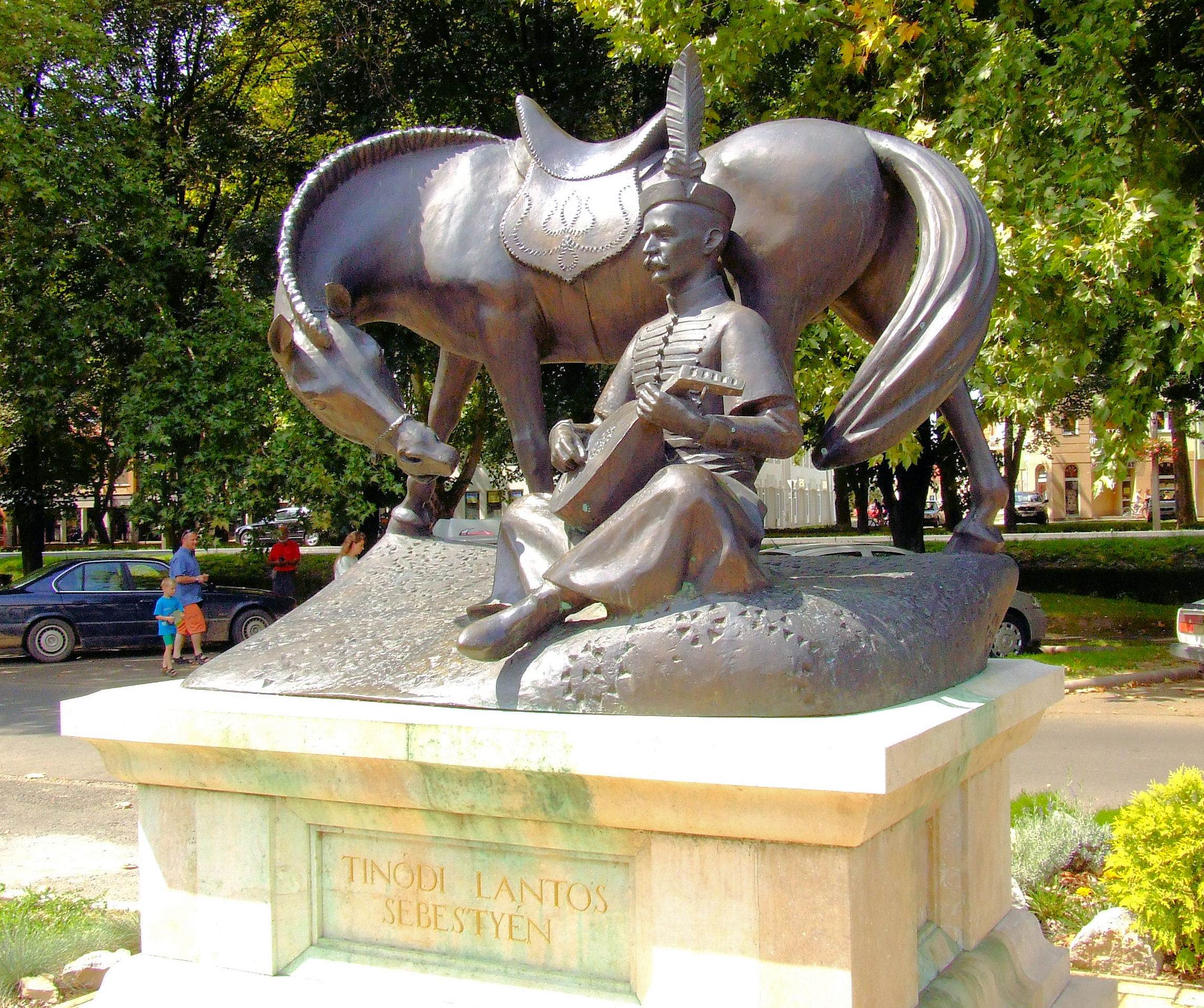
Tinódi Lantos Sebestyén dombóvári szobra (Raffay Dávid alkotása)

Ebben az időszakban alakult ki a históriás ének. Papok, diákok, iskolamesterek, katonák járták az országot, és lanttal kísérve magukat, történeteket meséltek. A legjelentősebb énekmondó Tinódi Lantos Sebestyén volt, aki vándorlásai során mindig ott volt, ahol történt valami, értesüléseit mindig első forrásból szerezte. „Ami keveset írtam, igazat írtam” – fogalmazta meg Cronica című, 1554-ben kiadott, 23 históriás éneket tartalmazó kötete előszavában. Mindemellett Tinódi képzett zenész volt, aki ismerte az európai zenét, és ezt képes volt ötvözni a hazai hagyományokkal, így alakítva ki a magyarság első reprezentatív műzenéjét, a históriás éneket.
A török hódoltság kora nagy visszaesést okozott a magyar zenei életben is, mivel az éppen fejlődésnek indult, többszólamú zenei stílus a peremvidékekre és az erdélyi fejedelmi udvarba szorult vissza, és ismét az egyszólamúság kezdett uralkodóvá válni. A helyzeten az egyházszakadás csak tovább rontott. Persze működtek ezeken a területeken is neves karmesterek, zeneszerzők (például Kájoni János), de tevékenységük nem tudott területileg kiteljesedni. Pedig a zenei élet nem lehetett fejletlen, ha Bakfark Bálint, aki zenei képzettségét még itthon szerezte, ténylegesen világhírű lantművésszé vált külföldön.
A gyülekezeti énekek eleinte csak szövegkönyvekben jelentek meg, az első jelentős kottás kiadvány a Cantus Catholici (1651), a reformátusok jókora késéssel adták ki a Debreceni Öreg Énekeskönyvet (1778). A 17. századra a világi zenében a históriás énekekről a hangsúly az önálló lírai dalokra tevődött át. Gondoljunk például Balassi Bálint énekköltészetére, de a stílus az ún. Rákóczi-dallamkörrel bontakozott ki teljes szépségében. A hangszeres tánczene területén kiemelendők az ungarescák, a ballo ungheresék, amiket előbb külföldön jegyeztek fel, de a 17. század közepén már magyar forrásokban megjelentek a formailag, harmonizálásban, hangszerkezelésben is fejlettebb táncok (Lőcsei virginálkönyv, Vietoris-kódex), amelyeket akár a korabeli európai szvit-muzsikával is össze lehet hasonlítani. Ezek már tisztán instrumentális zenék, nem átírások, hanem a hangszer sajátosságait, lehetőségeit kihasználó táncmuzsikák.

### A barokk és a klasszicizmus kora
A török kiűzése utáni korszak zenéje kapcsán először a kuruc költészetről és zenéről kell szót ejteni. Kuruc zene alatt általában azokat a régies, népies dallamokat nevezik, amelyeknek szövegét a kuruc korra datáljuk. Az egyik ilyen összefoglaló kiadvány csak 1890-ben jelent meg Káldi Gyula tollából, amely virágénekeket, táncdalokat, kuruc kori dallamokat tartalmaz, tulajdonképpen a 17. század végi magyar barokk stílusában. Feltehetően ezekből alakult ki a későbbiekben a verbunkos stílus.
A török kort követően az ország meglepő gyorsasággal éledt újjá: templomok százai épültek, kastélyok és kúriák, polgárházak, iskolák jöttek létre. A zenei kultúra helyszínei a főúri rezidenciák, az egyház intézményei és a városi zeneélet lettek. Ebben az időszakban bontakozott ki a magyar barokk világa. A korszakban elsősorban külföldről jött zenészek, komponisták működtek Magyarországon, ám az ő működésük, itteni letelepedésük, utódaik és tanítványaik révén a magyar zenekultúra fejlődését, a zenei műveltség terjesztését, a zenei élet intézményeinek kialakulását köszönhetjük nekik.

#### Főúri rezidenciák

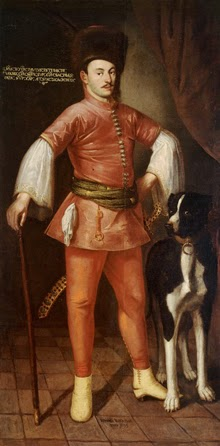
Esterházy Pál

A főúri rezidenciák között a legjelentősebb az Esterházyaké. Az utókor előzmények nélküli zenei „berobbanásként” értékeli Esterházy Pál Harmonia Caelestis című kantátagyűjteményét, amely 1711-ben jelent meg. Esterházy ismerte korának opera- és oratóriumirodalmát, ezeket ötvözte művében magyar elemekkel. A gyűjtemény darabjait a zenetörténet az európai zene részeként értékeli, amelyeket bármely nyugat-európai kortársa elfogadhatna sajátjául. Az ötvenöt kantáta az év ünnepei rendjében sorakozik, a szövegek is Esterházy saját költeményei. Nagy részük egytételes szólókantáta zenekari kísérettel és basso continuóval, hat énekduettes kantáta, kilencben pedig – a szóló mellett – kórus is megszólal. Érdekesség, hogy a Harmonia Caelestis egyetlen hazai példánya Joseph Haydn tulajdonából került az Akadémiai Könyvtárba. Esterházy Pál volt Kismarton első építője, aki az udvarában orgonát építtetett, csembalót vásárolt, zenekart és kórust alapított.
Az Esterházy-udvar első jelentősebb karmester-komponistája a bécsi illetőségű Gregor Joseph Werner (1693–1766) volt, aki 38 évig, haláláig működött itt. Nagy hatással volt a század talán legkiválóbb magyar zeneszerzőjére, Istvánffy Benedekre. Joseph Haydn 1761-ben került Esterházy Pál Antal (1711–1762) herceg, majd „Pompakedvelő” Miklós (1714–1790) szolgálatába. A herceg 1766-ban áttette udvartartását Eszterházára, ahol versailles-i mintájú kastélyt építtetett, és mellé operaházat. Az operaelőadásokhoz neves énekeseket szerződtetett Itáliából és Bécsből. Az idős Werner mellett egyre nagyobb szerep hárult Haydnra, aki mintegy hatvan operát állított színre, sőt maga is írt kilencet. Zeneszerzői tevékenysége középpontjában egyébként az első időszakban a szimfónia, a vonósnégyes és a zongoraszonáta állt, később versenyműveket, divertimentókat és miséket is szerzett, de a jó barytonjátékos herceg számára is írt darabokat. Ugyanakkor az egyházi zene ellátása is a feladatai közé tartozott. Mivel Miklós herceg halála után Esterházy Antal feloszlatta a zenekart, Haydn megvált a szolgálattól, bár formálisan haláláig a zenekar első karmestere maradt. Később, a II. Miklós alatt Kismartonban újjáalakult zenekar vezetője Johann Nepomuk Hummel (1778–1837) lett, akinek idején a zenekar újabb, egyben utolsó nagy felvirágzását érte meg. Érdekesség, hogy az Esterházy-udvarban zenélt Liszt Ferenc nagyapja, apja, és a gyermek Liszt zongorajátékát Esterházy Miklós is meghallgatta és ismerte el először.
Az Esterházyak grófi ágának tatai birtokán 1746-tól működött zenekar, amely Menner Bernát irányításával – saját művein kívül – Albrechtsberger, Beethoven, Michael és Joseph Haydn, valamint Mozart darabjait játszotta. Gróf Festetich György keszthelyi kastélyában élénk tudományos és művészeti élet virágzott. Bár zenészeket nem alkalmaztak, könyvtárukban gazdag zenei anyagot gyűjtöttek össze.
A művészetpártoló főurak között jelentős szerepük volt egyes főpapoknak, akik a templomi muzsikát ellátó együttesek mellett magánzenekart is tartottak fenn. Így dolgozhatott Nagyváradon Joseph Haydn öccse, Michael Haydn (1737–1806), aki 1760-tól a helyi zenekar karmestere volt pár évig, Patachich Ádám püspök idején. Húsz világi darabot, szimfóniákat és versenyműveket írt nagyobb létszámú apparátusra és 14 egyházi művet, kis számú hangszeres igénybevételével. Michael Haydn utódja Carl Ditters von Dittersdorf (1739–1799) volt, aki 1764 nyarától volt a zenekar vezetője. Az akkoriban szokatlanul nagy létszámú együttes 1769-ig működött.
A fővárossá lett Pozsony zenei életének központja a Szent Márton-székesegyház volt, de – mivel főnemesi családok sora tartott fenn palotát a városban – a főúri rezidenciák muzsikája is komoly szerepet játszott Pozsony zenekultúrájában. Az érseki zenekar Batthyány József hercegprímás (1727–1799) idején működött. A nagy létszámú együttest Anton Zimmermann (1741–1781) irányította, s ezzel hírnevet szerzett a Habsburg Birodalom területén. A zenekar 1783-ban, II. József rendelete értelmében felbomlott, és szerepét Grassalkovich Antal herceg, Georg Druschetzky által irányított zenekara és Erdődy János gróf operatársulata vette át. 1790-ben azután Batthyány hercegprímás újjáalakította zenekarát, amit Druschetzky vezetett. A századforduló után a pozsonyi zenei életben fontos szerepet játszott a magyar zeneszerző–karmester Fusz János (1777–1819), aki Johann Georg Albrechtsberger tanítványa volt. Pozsony előtt Végh Ignác grófnál volt zenetanár Vereben. Jó kapcsolatban volt Haydnnal és Beethovennel, és komoly elismerést szerzett külföldön is.
Fontos megemlíteni Koháry Mária Antónia grófnő (1797–1862) nevét, aki az 1770–80-as években számos zongoraszonátát írt, s így az első magyar zeneszerzőnőnek számít.

#### Egyházi központok

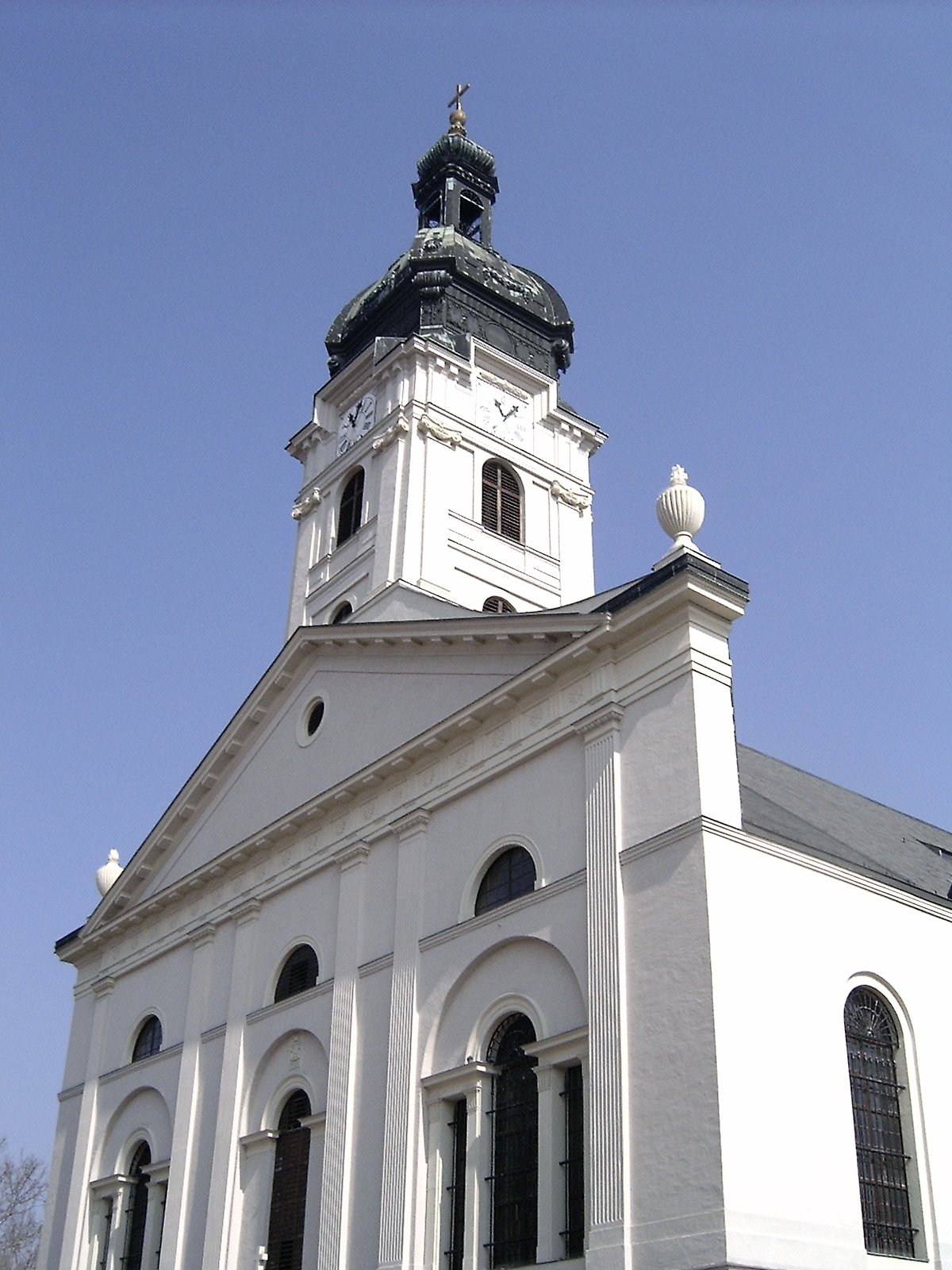
A győri bazilika

A műzene fontos pártfogói voltak a püspöki, érseki székhelyek is. Győrben a török hatás elhanyagolható volt, így a kulturális fejlődés sem szenvedett akkora kárt, mint az ország más területein. A 18. században a győri székesegyház együttese mintegy tíz állandó tagból állt, de a különböző alapítványok révén, esetenként, több zenészt tudtak foglalkoztatni. A képzett zenészek egy része Kismartonból és Bécsből érkezett, mint például Albrechtsberger, aki 1755–57 között élt Győrben. A székesegyház legjelentősebb karnagya Istvánffy Benedek (1733–1778), a 18. század legjobb magyar zeneszerzője volt. Csak tizenkét műve maradt ránk, de ezek is alkalmasak kvalitása megítélésére. A darabok egy része még a kései barokk zenei nyelvét használja, mások azonban már a korának megfelelő legújabb klasszikus zenei stílusban íródtak.
Pécsett sokkal súlyosabb volt a török uralom hatása, a város szinte teljesen elnéptelenedett. A püspökséget a 18. század elején Wilhelm Nesselrode püspök szervezte újjá, a székesegyház zenekaraként 1742-ben egy teljes bécsi templomi együttes érkezett a városba. Vezetőik sorában az első jelentős karmester a cseh Franz Krommer volt, aki később a bécsi udvar komponistája és zeneigazgatója lett. A legnagyobb hatású pécsi karnagy azonban Johann Georg Lickl (Lickl György, 1769–1843) volt, aki közel négy évtizedes tevékenykedése során elsősorban egyházzenei alkotásokat szerzett, a pécsi kottatár 135 darabját őrzi. Zenei szempontból fontos egyházi központnak számított még Veszprém, Szombathely, Eger és Székesfehérvár.

#### Zenei élet a városokban
A magyar városok zenei életét alapvetően a város státusza, a lakosság nemzetiségi és felekezeti összetétele határozta meg. A nemzetiségi megoszlásnak oly módon volt szerepe, hogy a török idők után sok helyre német ajkú lakosságot telepítettek, akik a nyelvükön kívül magukkal hozták világi és egyházzenei hagyományaikat is. A szabad királyi városokban a legáltalánosabban alkalmazott városi zenészek a hivatásos toronyzenészek (rézfúvósok) voltak, akik tűzjelző funkciójukon túl alkalmi rendezvényeken, városi ünnepeken is felléptek, de a templomi zenélésbe is besegítettek. A mezővárosokban az egyházi vagy világi hűbérúrtól, azok műveltségétől és igényességétől függött a zenei élet helyzete. Az ebben az időben alakult katonazenekarok általában nem játszottak meghatározó szerepet, hiszen gyakran változott működési területük. Ugyanez a helyzet a vándor színtársulatokkal is, bár hatásuk azért nem elhanyagolható. Egyes városokban egyre fontosabb szerepet töltött be a házimuzsikálás, ahol többnyire amatőr zenészek játszották a divatos zeneszerzők kamaradarabjait. Ez feltételezte a kottakiadás élénkülését, ugyanakkor egyre fontosabbá vált a zenei képzés is, ezért több városban alakultak hangszeres iskolák. A zenei élet fejlődésére fontos hatással volt a különböző, általában felekezeti iskolákban folyó zenei nevelés is. A polgári zenei élet kibontakozása leginkább Pozsony, Pest-Buda, Nagyszeben, Brassó és Kolozsvár városaiban volt jellemző.

### A romantika zenéje

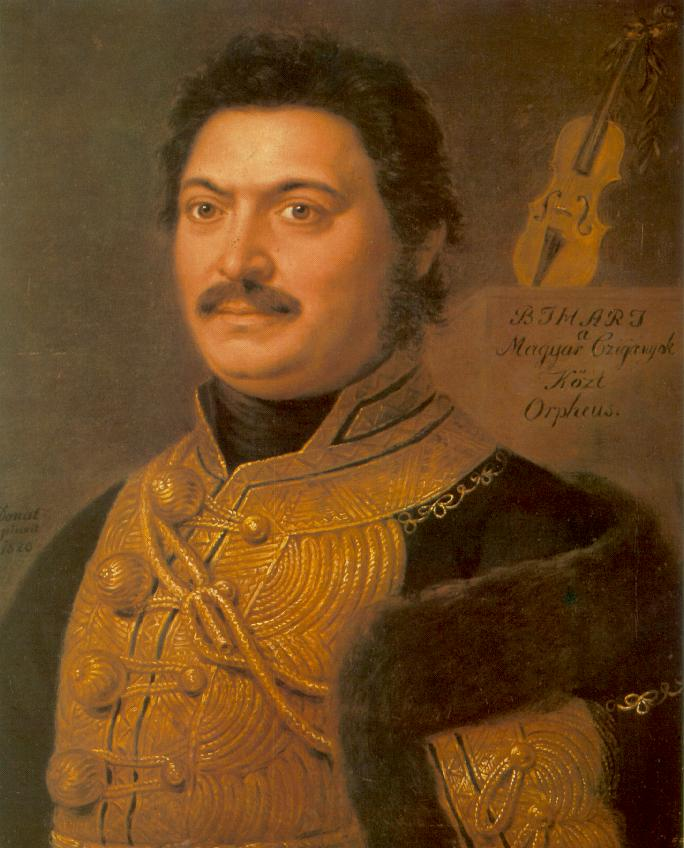
Bihari János (Donát János festménye)

A zenei stílusban továbbra is meghatározó volt az egyszólamúság. A népdal és a stílusában hasonló műdal volt a korszak legnépszerűbb zenélési formája. Ilyen népies dalokat tartalmaz Pálóczi Horváth Ádám (1760–1820) Ötödfélszáz énekek című gyűjteménye 1813-ból. Ezzel szemben Amade László (1703–1764) népszerű bécsi és olasz dalokat fordított magyarra, Verseghy Ferenc (1757–1822) pedig a bécsi klasszikusok stílusában írt új műveket.
Kialakult azonban egy sokkal fontosabb és értékesebb instrumentális zene, a verbunkos, a magyar tánczene, amely a nemesi és a polgári osztályban is igen népszerű volt. Jellegzetességei a hegedű technikájából fakadó kolorizmus, a pontozott ritmus, a triola-díszítések, a futamok, a „bokázó” kadencia-formula. A műfaj népszerűségét nagy mértékben az ekkoriban kibontakozó nemzeti öntudatra ébredésnek köszönheti. A műfaj nagyjai Bihari János (1764–1827), Lavotta János (1764–1820), Csermák Antal (1774–1822), Rózsavölgyi Márk (1789–1848), Ruzitska Ignác (1777–1833) és mások. A verbunkos annyira magyar volt, hogy a külföldi zeneszerzők ilyen ritmusokat, dallamokat használtak fel, amikor magyaros motívumot akartak megjeleníteni. A verbunkos volt az a műfaj, amiből a jellegzetesen magyar műzenei stílus kinőhetett volna, ez azonban saját belső korlátai miatt nem valósulhatott meg.
Ebben az időszakban alakult ki a zenés színház, bár már korábban is működtek színtársulatok (Pozsony, Sopron, Pest), azután az 1810-es években Miskolcon, Kecskeméten, Komáromban, Kolozsvárott alakult társulat. Akkor még nem különült el a próza és a zene olyan élesen, a színész és az énekes ugyanaz a személy volt. A színházak váltakozva, sőt vegyesen adtak elő prózai és zenés darabokat. Az ő számukra születtek színpadi dalok, áriák, nyitányok, sőt teljes operák is. Az első magyar opera Chudy József Pikkó herceg és Jutka Perzsi című darabja volt (Philipp Hafner bécsi szerző Prinz Schnudi und Princessin Evakathel című szomorú-vígoperájának fordítása, kottája elveszett), de írt – többek között – Fusz János is operát Pyramus és Thisbe, Ruzitska József Béla futása címmel (utóbbit tekintik az első igazi magyar operának). Ezek a darabok általában nem a nemzetközi gyakorlatot követték (bár születtek ilyenek is), inkább a verbunkosra építettek.
A népszínművekben gyakoriak, később megkerülhetetlenek lettek a dalbetétek, amelyek többnyire valamely akkoriban népszerű dalok voltak. Kialakulásában jelentős szerepe volt Thern Károlynak, aki könnyed darabjaival iskolát teremtett, ám komolyabb operáival nem tudott sikert elérni. A népszínmű célja a nép szokásainak, dalainak, beszédstílusának színpadra vitele volt. Az első igazán sikeres szerzők Szigligeti Ede és Szerdahelyi József voltak, de népszerű dalszerző volt Egressy Béni, a Szózat megzenésítője is.

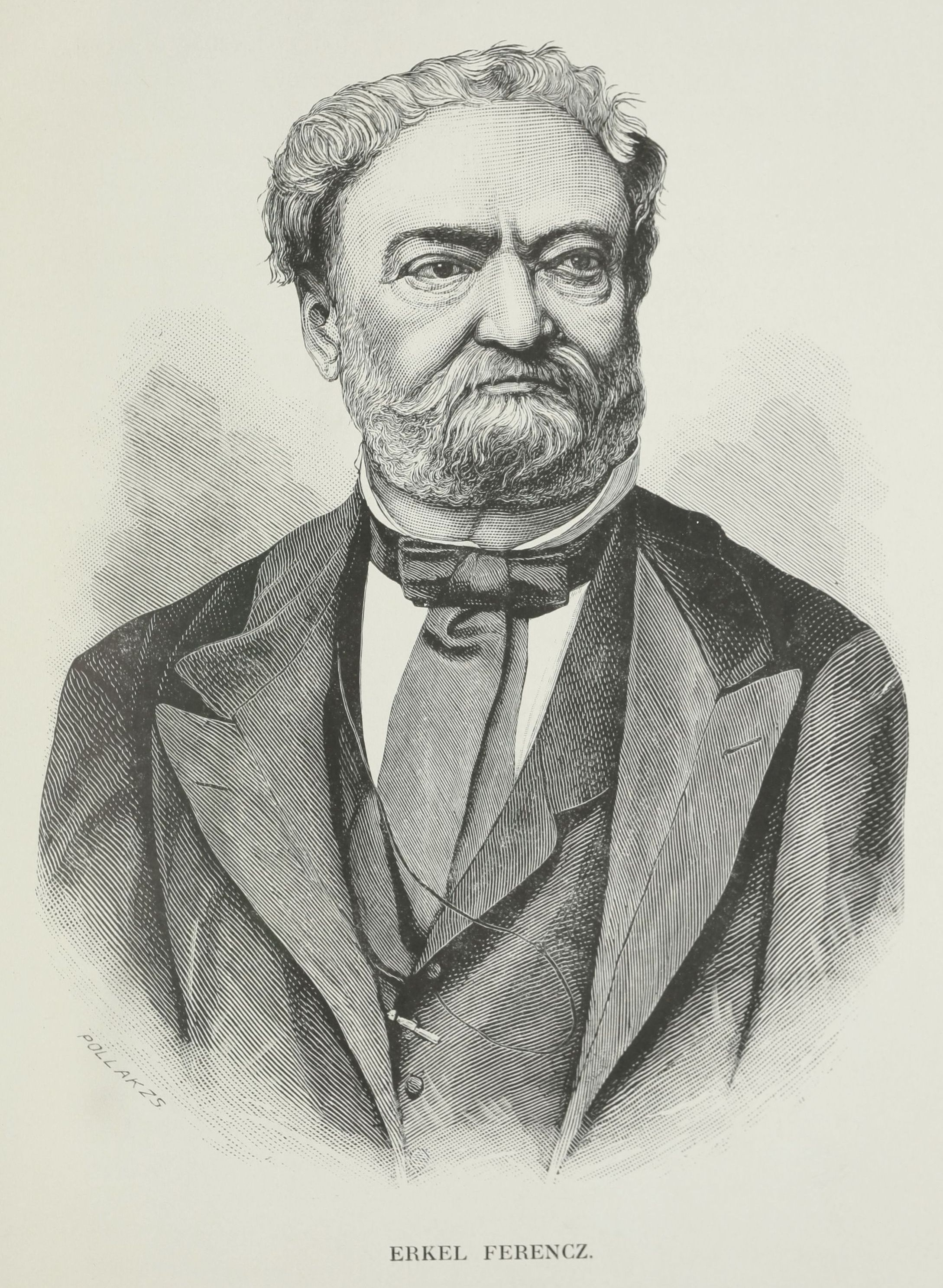
Erkel Ferenc

A magyar nemzeti opera megteremtése Erkel Ferenc (1810–1893) nevéhez fűződik. Erkel tevékenysége természetesen ennél sokkal sokrétűbb, zongorára írt darabokat, kórusoknak komponált, szervező munkájával megteremtette a lehetőségét egy operarészleg, majd operaház létrejöttének, de előadóművészként is jelentőset alkotott. És nem szabad említés nélkül hagyni a Himnuszunk megzenésítését, amelyben mellőzte az ő gyakorlatában is élő magyaros motívumokat, visszafogottabb, mértéktartóbb hangvételével időtálló értéket hozott létre, amely – Dobszay László szavaival – „szinte egyedülálló az országok himnuszai között, amely méltán válhatott a magyarság imájává”. Erkel első operája a Bátori Mária volt (1840), amelyben a német-olasz stílus dominált, de már megjelentek magyaros stílusjegyek is. A Hunyadi László volt az első átütő siker 1844-ben, amely az „első magyar nyelvből kifejlesztett zeneiségű” opera volt. Sikerét a politikai közhangulat is elősegítette, ugyanazt jelentette a magyaroknak, mint Verdi Nabuccója az olaszoknak. Az operát rövid idő alatt az ország szinte minden jelentősebb vidéki színházában is bemutatták. Még nagyobb sikerrel mutatták be a Bánk bánt 1861-ben. Erkel operáit – magyaros vonásaik ellenére – szakértők a német-olasz operai hagyományok magyar színpadra alkalmazásaként értékelik. A tisztán magyar opera igényét Mosonyi Mihály fogalmazta meg.

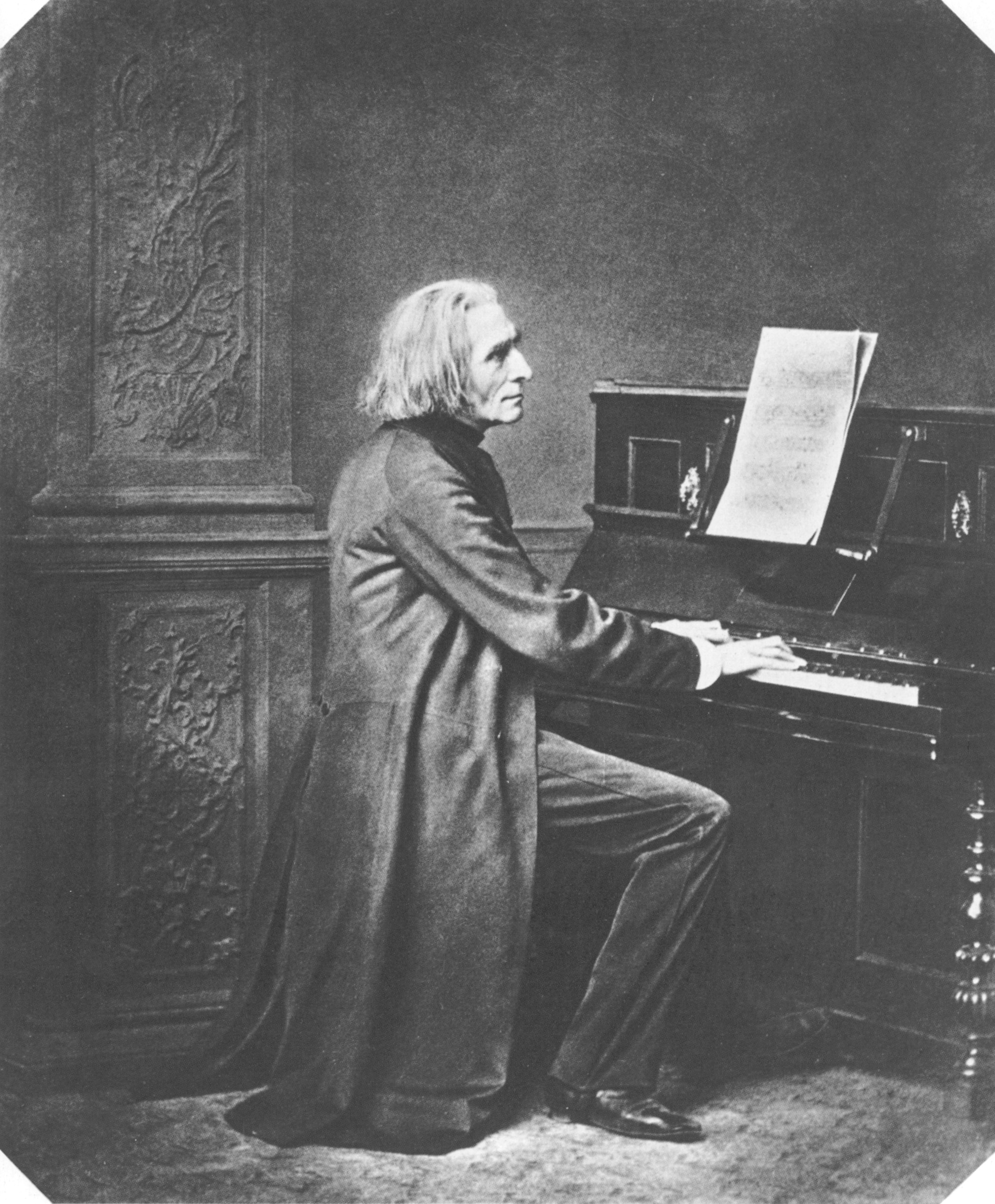
Liszt Ferenc

Az első olyan zeneszerzőnk, aki túlnőtt az ország zenekultúrájának keretein, Liszt Ferenc (1811–1886) volt. Gyermekként került külföldre, műveltsége alapvetően franciás volt. Magyar voltára először az 1838-as pesti árvíz idején döbbent rá, addig a világpolgár, az ünnepelt zongoravirtuóz életét élte. Ezt írta egy barátjának: „Ó, távoli vad hazám! Ismeretlen barátaim! Távoli és nagy családom! Fájdalmaid visszavezettek hozzád és legbensőbb érzéseimben találva megszégyenülten hajtom le fejemet, hogy téged oly soká feledni tudtalak.”
Azonnal koncerteket adott a magyarok javára (először Bécsben), de csak a következő évben látogatott haza. Megismerkedett Batthyány Lajossal, Széchenyi Istvánnal, Zichy Ödönnel, Festetich Leóval és magyar muzsikusokkal is. 1846-os hazalátogatása alkalmával kezdett érdeklődni a magyar zene iránt, hangversenyein már magyaros ízű darabjait is játszotta. Tény, hogy tulajdonképpen a cigányzenével és a kor magyar nótáival találkozott, ő mégis át tudta szűrni saját egyéniségén, és felhasználásukkal egyetemes érvényű darabokat tudott írni. Kérdés, mi lett volna, ha a valódi népzenét ismerte volna meg. A szabadságharc bukása megrendítette, gyászkompozíciókkal emlékezett meg róla (Funérailles – Gyászdalok). 1854-ben írta Hungaria című szimfonikus költeményét, válaszul Vörösmarty hozzá írt ódájára. 1855-ben Scitovszky János hercegprímás rendelt tőle ünnepi misét az esztergomi bazilika felszentelésére. Az Esztergomi mise (Missa solennis) modernsége a meglepetés erejével hatott. 1865-ben a Nemzeti Zenede fennállásának 25. évfordulóján mutatták be a Szent Erzsébet legendája című művét, Liszt vezényelt. 1870 után egyre több időt töltött itthon, részt vett a Zeneakadémia tervének megvalósításában, majd tevékeny részt vállalt a tanári kar megszervezésében. Így lett ott tanár Koessler János, aki majdan Bartók tanára lesz: jelképes ív, Liszttől Bartókig. Joggal írja Dobszay László: „A magyar zene Liszt közvetett és közvetlen segítsége nélkül sohasem juthatott volna el sem az előadóművészet századvégi szintjére, sem a zeneszerzés XX. századi feltündöklésére”.
A magyar zenei élet fellendülése révén modern, polgári értelemben vett hangversenyélet bontakozott ki az országban. Pest után mind több városban alakultak amatőr, majd hivatásos zenekarok, zenészegyletek, belépőjegyes koncerteket rendeztek. Hatalmasat fejlődött az előadóművészet, létrejött a zenekari tagság nélküli zenész típusa. Reményi Ede Miskolcon született világhírű hegedűművész volt, aki hatalmas sikereket aratott Európa-szerte, Viktória brit királynő udvari virtuóz címmel tüntette ki. Felkarolta és segítette a fiatal Brahmsot, zongorakísérőként magával vitte hangversenyeire. Ugyancsak világhírre tett szert Joachim József hegedűművész is, aki a magyar zene népszerűsítője volt hangversenyein. Brahms jóbarátja volt, aki az ő számára írta hegedűversenyét és kettősversenyét. Hollósy Kornélia a kor ünnepelt koloratúrszopránja, a Torinói Opera tagja is volt. Schodelné Klein Rozália is koloratúrszoprán volt, sikereket aratott Németországban, Angliában ünnepelték. Az első magyar kamaraegyüttes az 1827-ben alakult Táborszky Vonósnégyes volt.
A zeneéletben fontos szerepet játszottak az iskolák, a magán zeneoktatás és az említett zeneegyletek által fenntartott zeneiskolák. Kolozsvárott konzervatórium alakult, egy 1826-os felmérés már kassai, szepesi, keszthelyi, pécsi, váradi, budai, pozsonyi, zágrábi, selmecbányai és pesti zeneiskolákról számolt be. Lassan elkezdődött a zenepedagógiai irodalom megjelenése, hangszeres és elméleti iskolákat adtak ki. Az első jelentős magyar zenei szakkiadvány az 1860-ban indult Zenészeti Lapok volt.

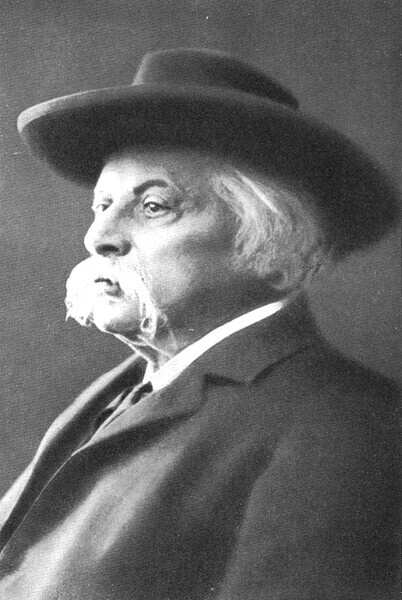
Goldmark Károly

Minden fejlődés ellenére a zeneszerzés megrekedt, talán még az operáknál születtek – nem túl jelentős – művek, a verbunkos-műzene nem adta azt a továbblépési lehetőséget, mint amit elképzeltek. Sőt, a verbunkosból a népies műdalokon, a diákdalokon keresztül kialakult a magyar nóta. Bázisa hatalmas volt, sikereit a zeneileg nem túl művelt kisnemesi, polgári, népi rétegekben aratta. Alapvetően két típusa volt: a hallgató és a csárdásnóta. Gombamód szaporodtak a nótaszerzők, dalaik – minthogy képzetlenségük okán nem igen tudták lejegyezni őket – hasonlóan terjedtek, mint a népdalok. A cigányzenekarok, az úri mulatozások és a népszínművek betétdalai révén a nóták elérték a paraszti rétegeket is, akik befogadták, maguk is művelték, s ily módon befolyásolták a népdalok alakulását is.
A századfordulóhoz közeledve – Kodály megfogalmazása szerint – zeneileg három részre szakadt az ország: a zeneileg művelt, vékonyka réteg a külföld remekműveiért lelkesedett, minden mást elutasított, a középréteg számára a magyar nóta, a cigányzene volt a zene, és a mélyben ott volt még a falu zenéje. A remekművek kultuszát szolgálta a hangversenyélet, amelyet – az élvonalban – az Erkel-fiúk és Richter János erősített. Richter a Pesti Nemzeti Színház karnagya volt, sokat tett a magyar zene külföldi megismertetéséért: ő mutatta be Dohnányi Ernő d-moll szimfóniáját és Bartók Kossuth-szimfóniáját. Tevékenységével előkészítette a terepet Gustav Mahler budapesti tevékenységéhez, aki 1888 és 1891 között volt az Operaház művészeti vezetője. Mahlert a szintén világhírű Nikisch Artúr követte, s kettőjük tevékenysége idején az Opera a virágkorát élte, Európa legjobbjai közé tartozott. Az előadóművészet terén olyan nagyságok arattak sikereket itthon és világszerte, mint Auer Lipót, Hubay Jenő, vagy Zichy Géza. A keszthelyi születésű Goldmark Károly tízéves munka után Bécsben tudta bemutatni Sába királynője című operáját, amivel világsikert aratott. Zenekari művei közül a Falusi lakodalom című programszimfóniája is maradandó érték. Említsük meg, hogy ekkor kezdődött a magyar operett kialakulása – a magyar operahagyományok és a bécsi zene egymásra hatásából. Nemzetközileg is sikeres szerzői: Lehár Ferenc, Kálmán Imre, Huszka Jenő.

### A 20. század zenéje
A 20. század magyar zenéjére kétségkívül elsősorban Bartók Béla (1881–1945) és Kodály Zoltán (1882–1967) munkássága nyomta rá a bélyegét, pedig tényleges működésük gyakorlatilag a század első felére esett. Zenei eszmélésük után mindketten a népdal felől érkeztek, ám – a közvélekedéssel szemben – más utakat jártak be. A népzene ráadásul nem is egyszerre, és nem is egyformán jelentkezett a két szerzőnél. Dobszay László ezt így fogalmazta meg: „…a műveket nézve, annyira külön világ Kodályé és Bartóké, hogy már-már kételkedünk a „közös” alap realitásában.”

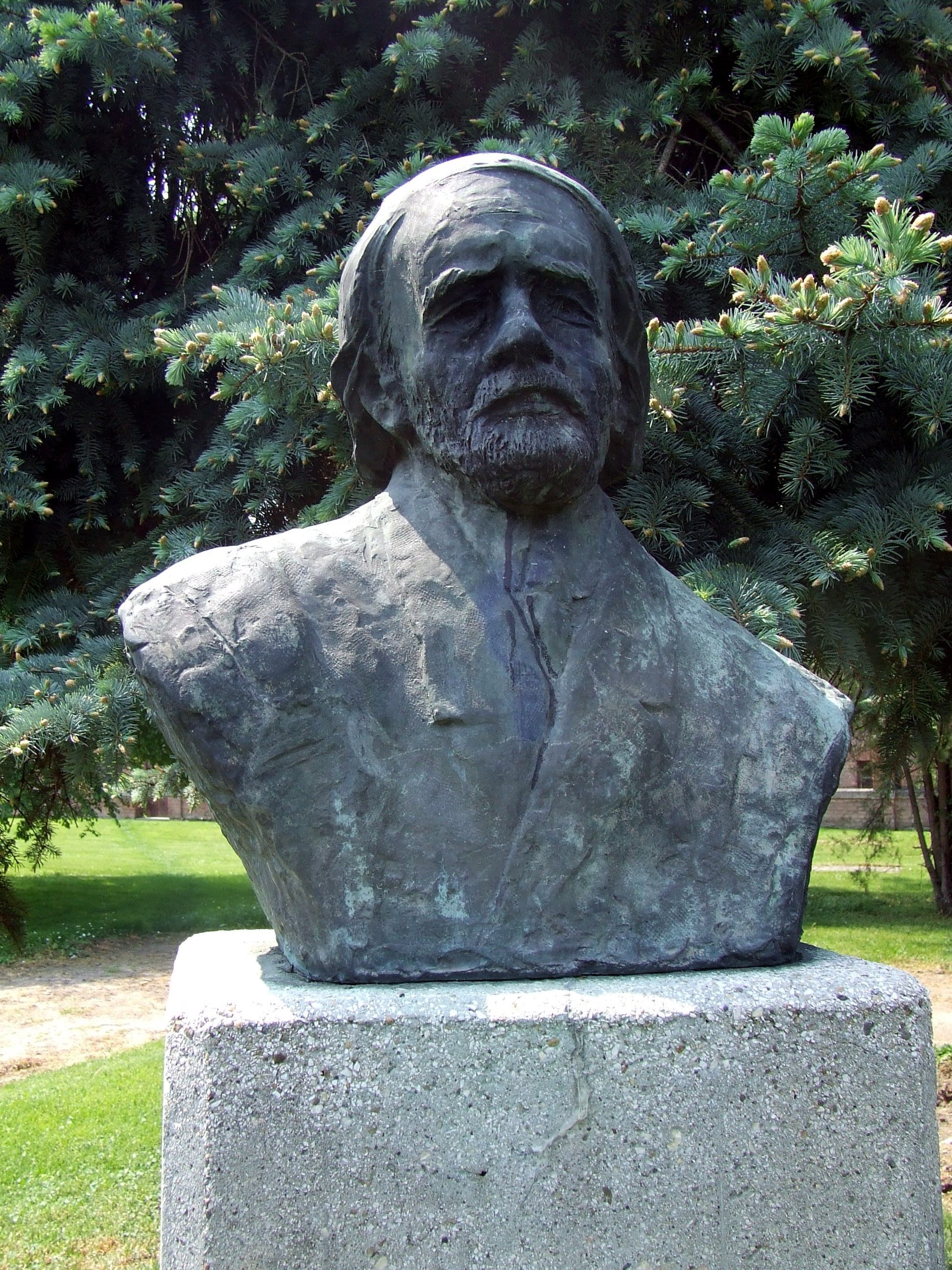
Kodály Zoltán mohácsi szobra (Borsos Miklós műve)

Kodály Zoltán a Pázmány Péter Tudományegyetem magyar–német szakát végezte, de mellette beiratkozott az Országos Magyar Királyi Zeneakadémia zeneszerző tanszakára is, ahol Koessler János volt a tanára. Mivel már korábban is érdeklődött a népdalok iránt (doktori disszertációját is e témában írta), megismerkedett a Néprajzi Múzeumban tárolt, feldolgozatlan fonográfhengerekkel, amelyeket még Vikár Béla gyűjtött Erdélyben. 1906-ban Magyar népdalok címmel, Bartókkal közösen, tíz-tíz népdalt adtak ki zongorakísérettel. Kodály első fontos műve az 1906-os Nyári este volt. Külföldön ismerkedett meg Debussy műveivel, ami komoly hatással volt zeneszerzői szemléletére. 1923-ban komponálta Pest, Buda és Óbuda egyesítésének ötvenéves jubileumára a Psalmus Hungaricust. Ezután teljes munkabírását és tekintélyét a zenei nevelés színvonalának emelésére, s ennek részeként a kórusmozgalom megteremtésére, kiteljesítésére fordította. Zeneszerzői munkásságát már egyértelműen a népdalok befolyásolták: Háry János (1927), Marosszéki táncok (1930), Székely fonó (1932), Galántai táncok (1933). A második világháború után az új rendszer támogatta a zenei élet kiterjesztésére tett erőfeszítéseit („százéves tervét”), az iskolai oktatásban erőteljesebben volt jelen a zeneoktatás, zeneiskolák sora alakult, az oktatási rendszer korszerűsítése céljából kidolgozott módszerét („Kodály-módszer”) széles körben alkalmazták, s ezt külföldön is népszerűsítette. Szervező tevékenysége érdekében zeneszerzői munkásságát önként háttérbe szorította. 1967-ben hunyt el.

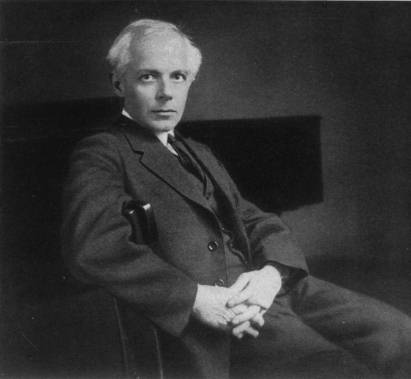
Bartók Béla

Bartók Bélát 1899-ben vették fel a Zeneakadémiára, ahol Thomán Istvántól zongorát, Koessler Jánostól zeneszerzést tanult. Amikor megismerkedett Kodállyal, már ő is találkozott az erdélyi népdallal, de Brahms, Wagner, majd Richard Strauss is hatással volt rá. A népi(es) hatások jegyében született Kossuth-szimfóniája és I. zenekari szvitje. A verbunkos hatásától tudatosan távolodott, és megkezdte a Vikár-féle gyűjtemény feldolgozását. Bartók és Kodály elhatározta, maguk is gyűjtőmunkába kezdenek, s felosztották egymás között a területet, fonográffal járták a terepet. Zeneszerzői tevékenységét a zenei élet erős elutasítása jellemezte, csak Kodály támogatta. 1911-ben komponált operáját, A kékszakállú herceg várát is csak 1918-ban mutatták be A fából faragott királyfi című táncjáték 1917-es sikere után. Ő a főváros egyesítésére a Táncszvitet készítette el. A két háború között sokat koncertezett elismert zongoristaként és karmesterként, itthon is, külföldön is. 1936-ra datáljuk Zene húros hangszerekre, ütőkre és cselesztára című művét, ami gyakorlatilag egy szimfónia. A művet Paul Sacher és a Bázeli Kamarazenekar számra dedikálta. 1939-ben Sacher vendégeként, Svájcban komponálta a Divertimentót. A háborús légkör erősödése miatt többször foglalkozott az emigrálás gondolatával, ami végül 1940-ben érett elhatározássá. Amerikában egyetemeken tartott előadásokat, hangversenyeket adott, de az egészsége fokozatosan romlott. Barátai révén új darabok megírására kapott megbízást, így született a Concerto, a Szólószonáta hegedűre, majd a III. zongoraversenyét és a Brácsaversenyét már nem tudta befejezni. 1945. szeptember 26-án hunyt el, hamvait 1988-ban szállították haza a Farkasréti temetőbe. „Kevés művész életében és művében olyan megbonthatatlan a szellemi arculat, emberi magatartás, tudományos meggyőződés és művészi alkotás egysége, mint a Bartókéban. … Az emberi magatartás és művészi hitvallás ilyen magasrendűen etikus összeforrottsága zenéjét a 20. század első felének egyik leghumánusabb művészi megfogalmazásává emeli.”

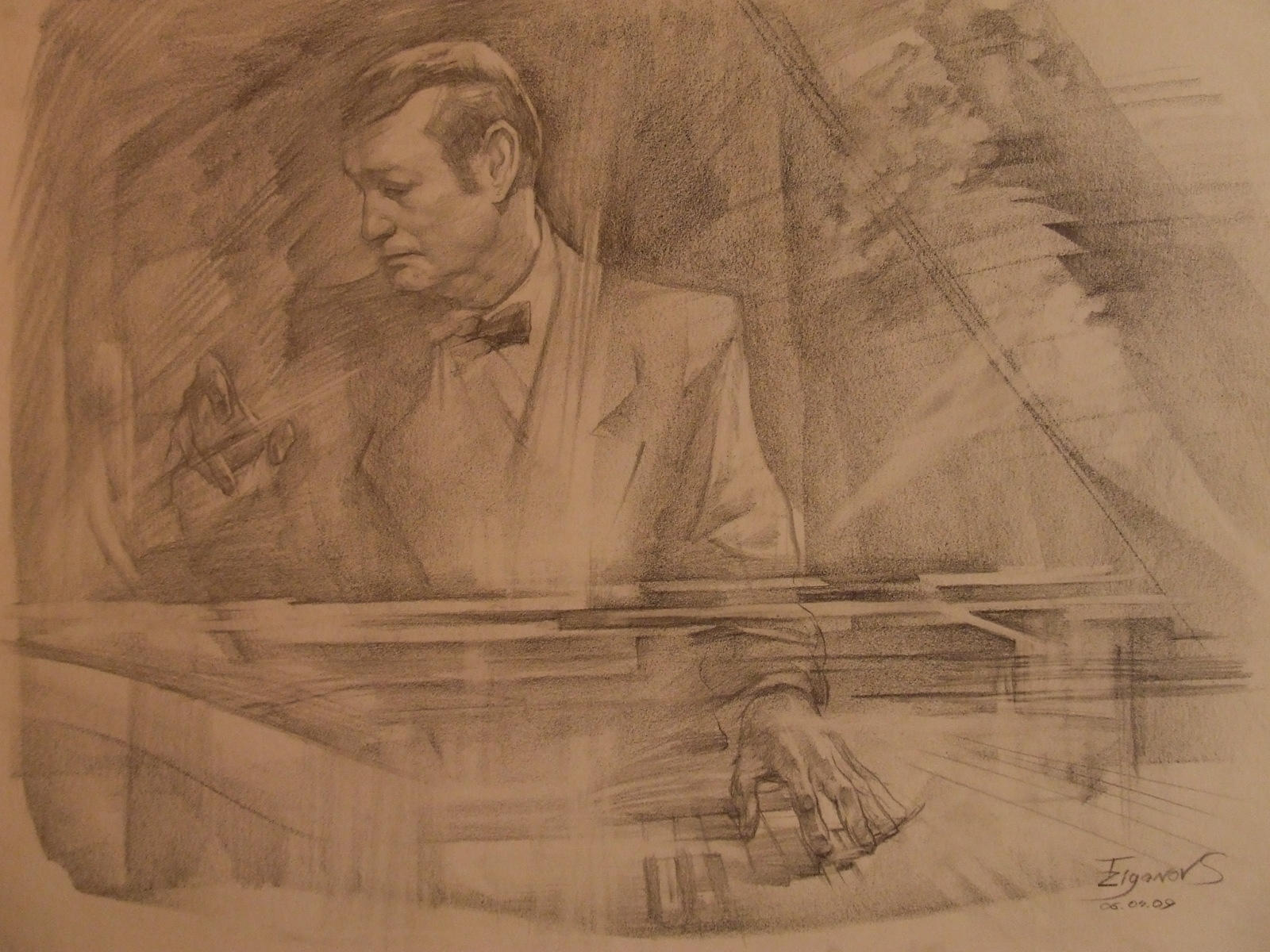
Cziffra György egy művészi grafikán (Serge Tziganov alkotása)

Kétségtelen igazság, hogy a század első felének legnagyobb hatású zeneszerzői Bartók és Kodály voltak, de igazságtalanság lenne kihagyni a kor további „nagyjait”: Dohnányi Ernőt (1877–1960) és Weiner Leót (1885–1960). Dohnányinak is Thomán István és Koessler János voltak a tanárai a Zeneakadémián, mint Bartóknak. Első művét, a c-moll zongoraötöst (1895) Brahms is megismerte, és előadatta Bécsben. Magyarországon is egyre népszerűbb volt, zongoraművészként is. Londonban Richter János társaságában koncertezett, s egy csapásra világhírt szerzett. A bécsi, a berlini, majd budapesti Zeneakadémia tanára volt, közben ünnepelt zongoraművészként járta a világot. 1945 után háborús bűnösséggel vádolták, mire Argentínába, majd az USA-ba távozott. 1960-ban halt meg New Yorkban. Weiner Leó zeneszerzői tevékenysége a népi hang mellett inkább a posztromantikus hagyományok közé sorolható.
A század során – a második világháború előtt és után, valamint 1956-ban – magyar zenészek sora hagyta el az országot, akik külföldön szereztek világhírt, például a karmesterek közül Doráti Antal, Kertész István, Ormándy Jenő, Reiner Frigyes, Solti György és Széll György nevét lehet megemlíteni, de a hangszeres művészek között is voltak szép számmal (Cziffra György, Frankl Péter, Pauk György, Vásáry Tamás). A személyi állományában kétségkívül meggyengült zenei élet itthon maradt tagjai közül Ferencsik János és Lehel György karmesterek fejtettek ki fontos, zenekart építő, szervező tevékenységet is. A hangszeresek közül Fischer Annie, Kovács Dénes, Lehotka Gábor, az énekeseknél Svéd Sándor, Székely Mihály és mások biztosították a magas színvonalú zeneéletet.

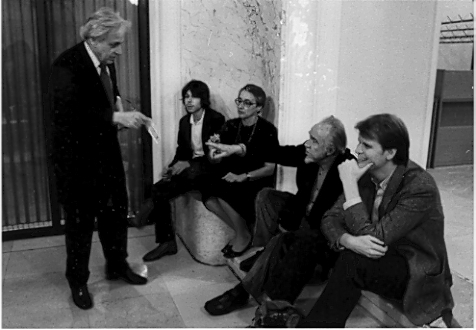
Ligeti György (áll) 1982-ben

Kodály Zoltánnak a magyar nemzeti zene, a zenei nevelés érdekében kifejtett küzdelme eredményeként 1945 után állami támogatással zeneiskolák sora létesült szerte az országban, és állami támogatást kapott a hangversenyélet is. Kodály elképzeléseit tanítványok, követők sora tette magáévá, zeneszerzőként, zenepedagógusként egyaránt. Nem szabad azonban elhallgatni, hogy a kodályi szellem átvétele a többi zeneszerző számára bizonyos kötöttséget, bezártságot eredményezett. Magyaros stílusú kompozíciókkal jelentkeztek Ádám Jenő, Sugár Rezső, Farkas Ferenc, Kadosa Pál, Veress Sándor, Szervánszky Endre, Járdányi Pál, míg Bárdos Lajos a kórusmozgalom területén volt mozgató motor. Kodály – aki életében döntő mértékben hatott az egész magyar zenei életre – halála után jobban előtérbe kerültek az új zenei elképzelések, és új stílusú, a nemzetközi áramlatokhoz igazodó zeneművek is születtek. Már az 1960-as évekkel kezdődően lassan olyan zenetörténeti jelentőségű fontos bemutatók követték egymást, amelyek nem csak a zenei közélet, de – elsősorban az opera műfaján belül (az évtized a magyar opera fénykorának számít) – a tágabb közvélemény figyelmét is felkeltették. Ezek között megemlítendő például Petrovics Emil C’est la guerre (1961), Lysistrate (1962) és Bűn és bűnhődés (1969), Szokolay Sándor Vérnász (1964) és Hamlet (1968), majd később Lendvay Kamilló A bűvös szék (1972) című operája.
Ugyanakkor más jellegű művek is a közönség elé kerültek, oratorikus és versenyművek, kamarazenei alkotások, amelyek mind az addigi stílusból kitörés szándékával születtek. Az egyébként is változékony stílusbeli meghatározás mellőzésével és közel sem teljes körűen – a már említetteken kívül – a fellépő új zeneszerző generáció néhány képviselője (közülük később többen igen komoly nemzetközi elismertséget szereztek): Balassa Sándor, Bozay Attila, Durkó Zsolt, Kocsár Miklós, Kurtág György, Láng István, Ligeti György, Maros Rudolf, Mihály András, Soproni József, Szőllősy András.
Az 1970-es években már külföldi iskolázottságú komponisták is jelentkeztek: Dubrovay László, Eötvös Péter, Victor Máté, majd a fiatalok: Márta István, Decsényi János, Dukay Barnabás, Gyöngyösi Levente, Orbán György, Selmeczi György és mások is szerepet kaptak műveikkel. A fiatal zeneszerzők a közös elvek mentén csoportokat alkottak (Új Zenei Stúdió, Fiatal Zeneszerzők Csoportja stb.).

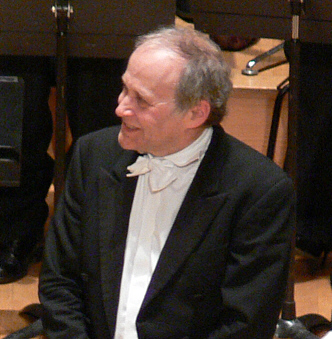
Fischer Ádám

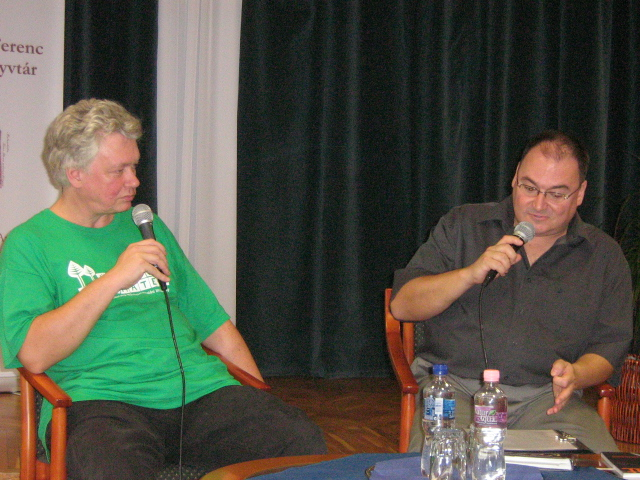
Kocsis Zoltán (balra) egy 2009-es miskolci közönségtalálkozón

A hatvanas évektől sorra alakultak az országban a vidéki szimfonikus zenekarok (Debrecen, Miskolc, Pécs, Szombathely, Győr, Szeged stb.), világhírű kamaraegyüttesek (Bartók vonósnégyes, Liszt Ferenc Kamarazenekar), megalakult a Pécsi Balett. Új előadóművész generáció robbant be a hangversenyéletbe: a zongoristák közül Kadosa Pál tanítványai: Kocsis Zoltán, Ránki Dezső, Schiff András, azután Jandó Jenő, később Bogányi Gergely, további hangszeresek például Kelemen Barnabás, Matuz István, Onczay Csaba, Perényi Miklós, Szenthelyi Miklós, Szabadi Vilmos.
A század utolsó évtizedeiben olyan énekesek tűntek fel, akik keresett és ünnepelt művészeivé váltak a világ neves operaszínpadainak: Gregor József, Kincses Veronika, Marton Éva, Miklósa Erika, Polgár László, Rost Andrea, Sass Sylvia, Tokody Ilona. Fiatal karmesterek sora is világhírre tett szert: Fischer Ádám, Fischer Iván, Kesselyák Gergely, Hamar Zsolt, Vashegyi György. Külön kell megemlíteni Kocsis Zoltán karmesteri és zeneszerzői tevékenységét is. Az ismertetett zeneművészek közül – többek között életkoruk okán is – többen a 21. század zenei élete alakításának is tevékeny részesei.

### A 21. század eleje
A rendszerváltás körüli-utáni évek megváltoztattak sok mindent a zenei életben is, átmeneti visszaesést, vagy inkább elbizonytalanodást lehetett tapasztalni majd minden téren. Az új lehetőségek, a megszűnt központi állami mecenatúra helyét új pénzügyi forrásrendszer, új működtetési technikák váltották fel, a művészek is beletanultak a művész-menedzser szerepkörbe. A zeneoktatás helyzete azonban kétségkívül kedvezőtlenül alakult, ezért is a hangversenyek látogatói között egyre kevesebb fiatalt lehet látni. Ilyen és itt nem ismertetett egyéb, talán előre nem is látható gondokkal kell megküzdenie a 21. század első évtizedeiben a magyar zenei életnek.
A Nemzeti Filharmonikus Zenekar és a Liszt Ferenc Zeneművészeti Egyetem 2021-ben – Kocsis Zoltán születésnapjára, május 30-ára emlékezve – megalapította a magyar klasszikus zene napját.
A zenei létesítmények terén komoly előrelépés történt a művelődéstörténet eme területén, a zene közönséghez való eljuttatásában. 2013-ra felújították az Erkel Színház és a Zeneakadémia központi épületét, 2021-ben megnyílt a Magyar Zene Háza, 2022-re pedig befejeződött a Magyar Állami Operaház felújítása, és az operai rekonstrukcióhoz kapcsolódóan elkészült az Eiffel Műhelyház is.
A század elején folytatódott a nemzetközi szinten is elismert magyar zeneművészek fellépése, többek között Baráth Emőke, Balázs János, Baráti Kristóf, Fülei Balázs, Madaras Gergely, Ránki Fülöp, Várdai István, Várjon Dénes és mások.